# Oosphère
L'oosphère est le nom donné au gamète femelle chez les végétaux et les algues. C'est l'homologue de l'ovule chez les animaux.
On parle souvent de l'oosphère pour désigner la masse des cellules femelles nées dans l'oogone. Après la fécondation, cette masse se dote d'une membrane propre, appelée l'oospore. Chez les Fucacées, plusieurs oosphères se forment au sein de chaque oogone, et les oospores germent plus rapidement que pour les autres Algues.